# De sju vise i bambulunden
De sju vise i bambulunden (竹林七賢, pinyin: Zhúlín Qī Xián, jap Chikurin no Shichiken) var en grupp kinesiska daoistiska Qingtan-visemän, författare och musiker som fann varandra under det blodiga 200-talet. Det har senare fastställts att gruppen mestadels är fiktiv som gemenskap, även om var och en av medlemmarna nog är historisk. Det är relationen mellan dem som är tveksam, likaså delar av deras biografier med avseende på att de tidigare skulle ha varit ämbetsmän.
Legenden om de sju har varit ett centralt tema i kinesisk diktning, musik och bildkonst. 
Den förekommer även i äldre japanska framställningar och de finns avbildade i konsthantverk såsom tsuba och netsuke.

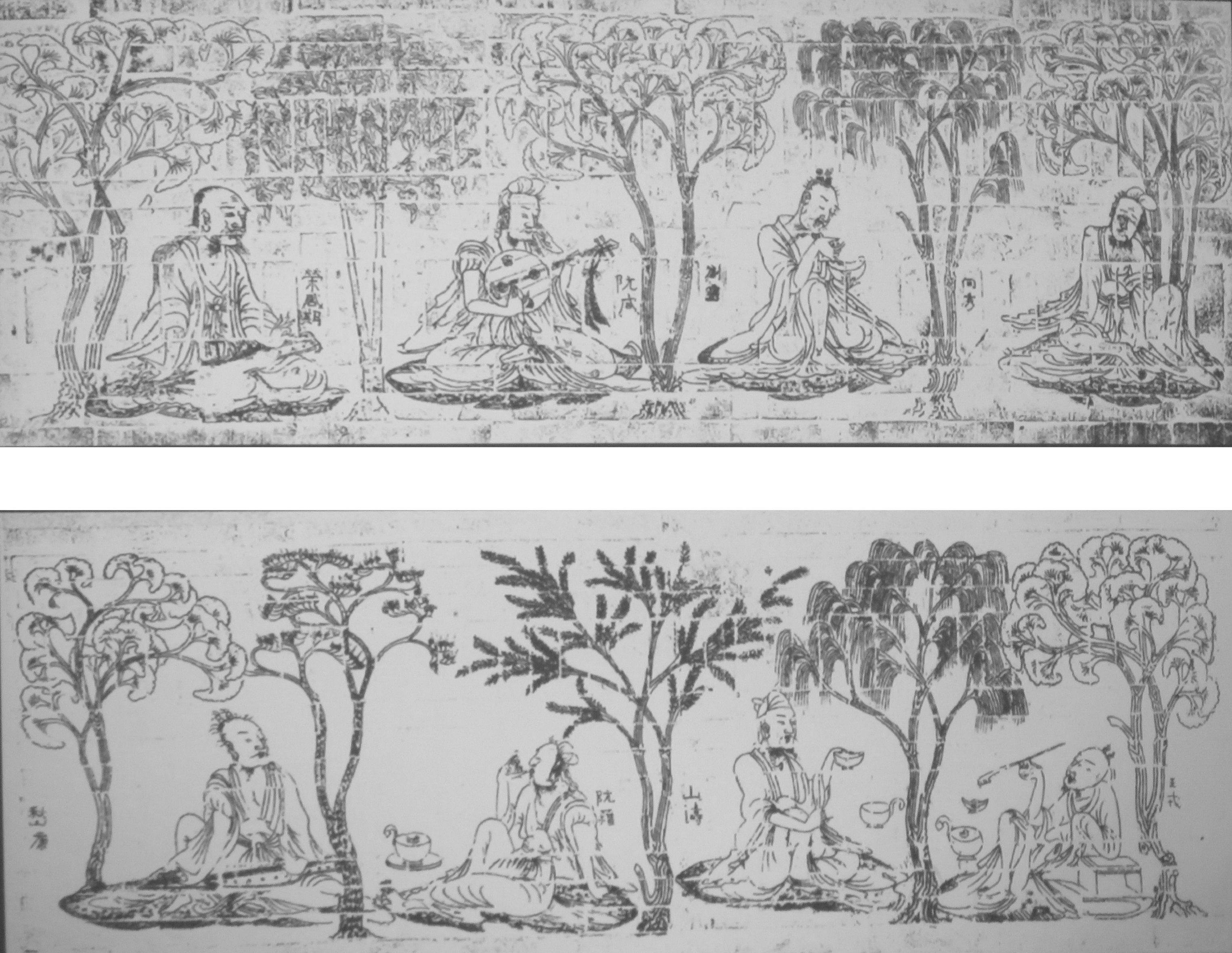
Ifylld frottageavbildning med De sju vise i bambulunden och Rong Qiqi.

## De sju
- 阮籍 Ruan Ji （Genseki）
- 嵆康 Xi Kang ケイ康（Keikō）
- 山濤 Shan Tao （Santō）
- 劉伶 Liu Ling （Ryūrei）
- 阮咸 Ruan Xian （Genkan）
- 向秀 Xiang Xiu （Jōjū）
- 王戎 Wang Rong （Ōjū）

var de sju vise männen som hade möten i en bambulund i närheten av Xi Kangs hus i Shanyang, i nuvarande provinsen Henan. De var daoister som kände sig hotade då den klart konfucianska Jindynastin (265–420) kom till makten.
Legenden förtäljer att de sju önskade slippa undan hovlivets intriger med korruption och instängda atmosfär under De tre kungadömenas tid.  I bambulunden kunde de njuta av det enkla lantliga livet och varandras sällskap. Gruppen ägnade sig åt filosofiska spörsmål och visade uppskattning av öl, personlig frihet, spontanitet och naturen. Ytterligare en som har knutits till de sju är Rong Qiqi (榮啟期), som i verkligheten levde långt tidigare.
Xi Kangs förakt för hovlivet ledde senare till dödsstraff.

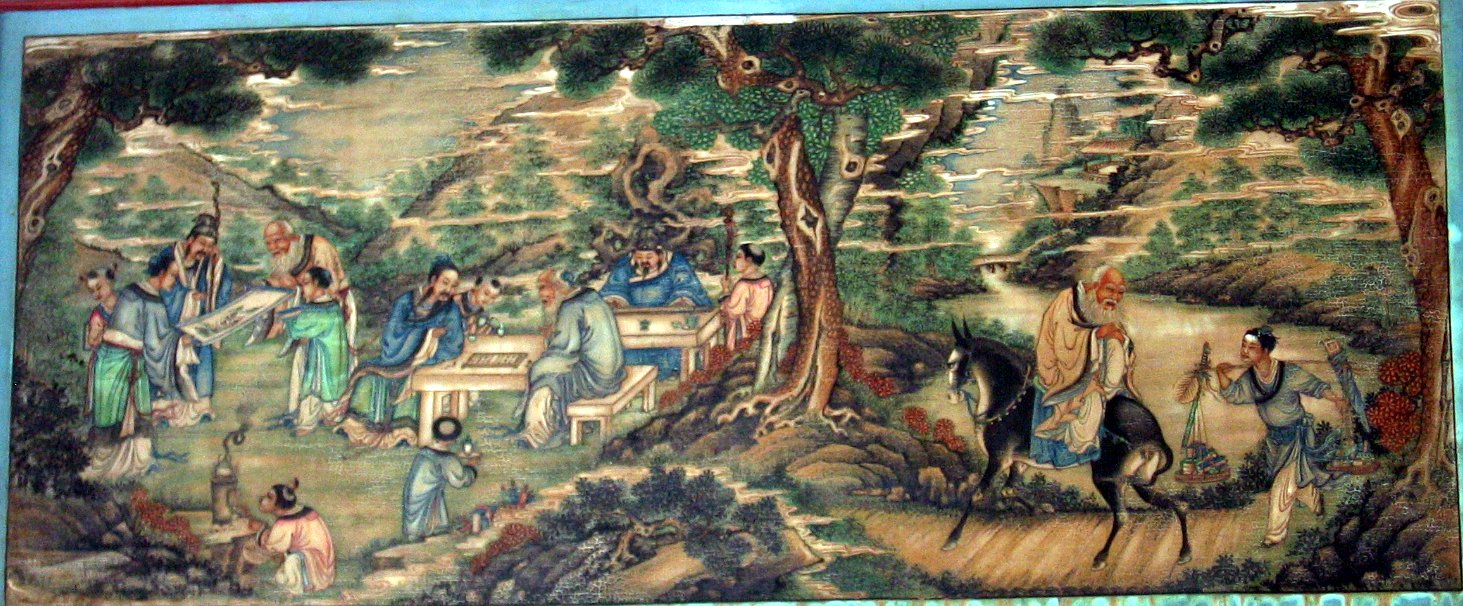
Målning av De sju vise i bambulunden.

## Filosoferandet
De sju ägnade sig åt att söka efter Taos harmoni, källan till allt liv, genom att följa människans medfödda natur, bort från stadslivets tillgjordhet och motsatte sig begreppet enskild renhet som föreslagits av Konfucius och dennes filosofi om att ägna sig åt hårt arbete. De skrev dikter om taoistiska idéer och en handbok om taoistisk mysticism och alkemi, förutom dikter där de kritiserade domstolen och administration. Även om det är oklart hur mycket var och en av dem som deltar personligen i utvecklingen av qingtan, så handlade det i det fallet om en fiktion kring alla personerna i Shishu Xinyu (世說新語), "Nya berättelser om världen". 
Det är ett misstag att anta att alla gruppmedlemmar hade samma åsikter. En del tog sin svåra politiska situation fast stående och med en satirisk roll som excentriska pajasar, medan andra ämnade förhandla och slutligen kapitulera och förena sig med Jindynastin, liksom Wang Rong gjorde. Kang Xis förakt för hovlivet provocerade i stället till slut hans avrättning. 
Det tillbakadragna livet i gruppen blev till slut ett vanligt tema i kinesisk konst, som en symbol för frihet. Den har inspirerat andra konstnärer som ville göra en reträtt i tider av politisk turbulens. Myten spreds snabbt och inom några få generationer kom den att vara representerad i de mest skilda former, från Bucolicamöten med vitterhet som reciterade och lyssnade på musik till virrigt och anarkistiskt festande, där alla var nakna. I dag framställs de gärna i ett homoerotiskt ljus.